# Daisy Wood-Davis
Pour les articles homonymes, voir Wood et Davis.
Daisy Wood-Davis, née le 22 octobre 1990 à Bromley (Londres), est une actrice britannique.

## Biographie
Daisy Wood-Davis est principalement connue pour son rôle de Kim Butterfield (en) dans la série télévisée Hollyoaks.

## Filmographie
- 2011 : Herbstzeit (série télévisée) : elle-même
- 2012 : EastEnders (série télévisée) : Tansy Meadow
- 2012 : EastEnders: All I Want for Christmas Is... (mini-série) : Tansy Meadow
- 2014-2018 : Hollyoaks (série télévisée) : Kim Butterfield (en) (277 épisodes)
- 2019 : Holby City (série télévisée) : Phoebe Palmer